# Тяжёлый танк

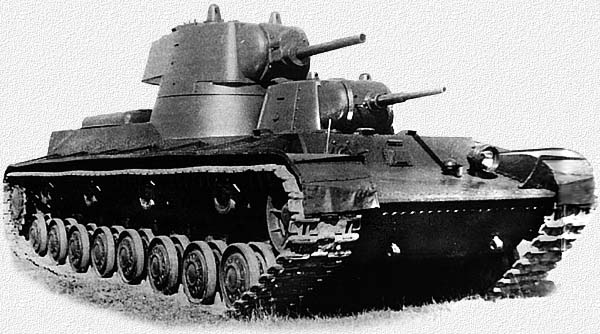
СМК (СССР).

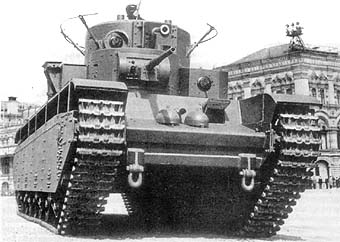
Пятибашенный тяжёлый танк Т-35, мощнейший танк РККА в межвоенный период.

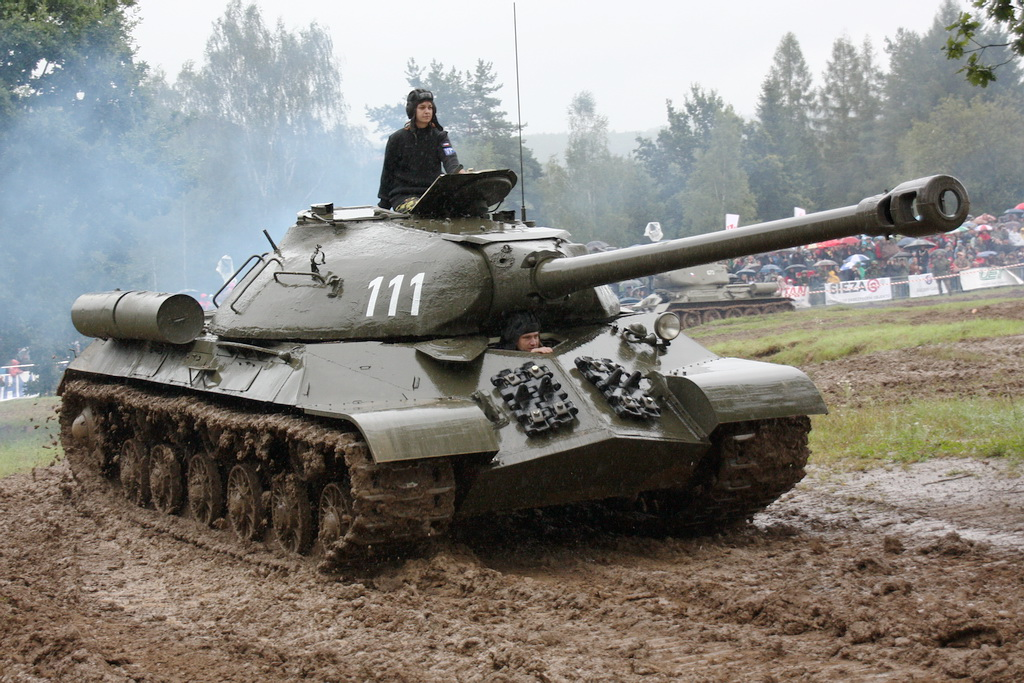
Советский тяжёлый танк ИС-3.

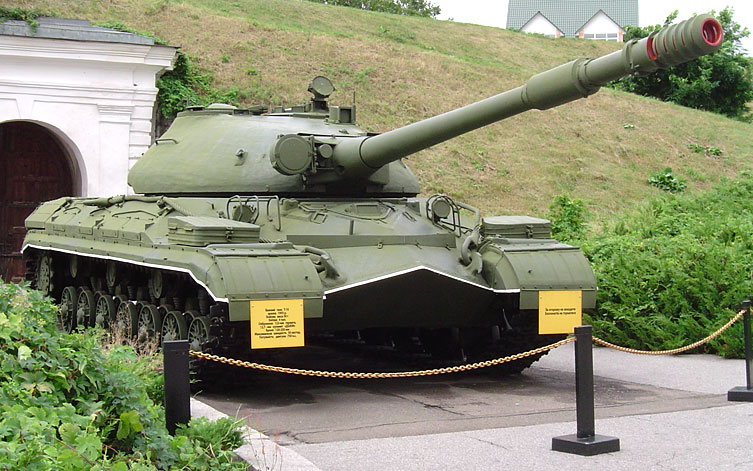
Советский тяжёлый танк Т-10М.

Тяжёлый танк — согласно классификации танков по массе: основной и специальный танк, превосходящий лёгкий и средний танки по массе, защищённости и мощности вооружения, но обладающий меньшей скоростью хода из-за своего большего веса (массы).
Североамериканское периодическое издание «Национальный интерес» (The National Interest) в 2019 году, отметило, что классические тяжёлые танки утратили актуальность уже к середине 1950-х годов, с началом поступления на вооружение управляемых ракет, способных пробивать толстую броню. Более полезными оказались быстрые, манёвренные и надёжные основные средние танки с новыми мощными пушками.
Согласно опыту Первой мировой войны, различали два основных типа танков и третий тип — специальные танки или танки особого назначения:
1. быстроходные танки сопровождения (кавалерийские);
2. тяжёлые большие танки или танки прорыва (пехотные);
3. танки особого назначения (специальные танки) — артиллерийские танки, радиотанки, сапёрные танки, химические танки, транспортные танки и другие.

## СССР
В СССР для РККА тяжёлые танки первоначально разрабатывались и предназначались преимущественно для прорыва сильно укреплённых оборонительных позиций противника и атаки его укреплённых районов. В дальнейшем они стали оснащаться крупнокалиберной длинноствольной артиллерией, а их основными задачами стали огневая поддержка средних танков и борьба с танками противника на больших дистанциях огня.

Приказ о назначении командного состава на средние и тяжёлые танки № 0400 9 октября 1941 г.

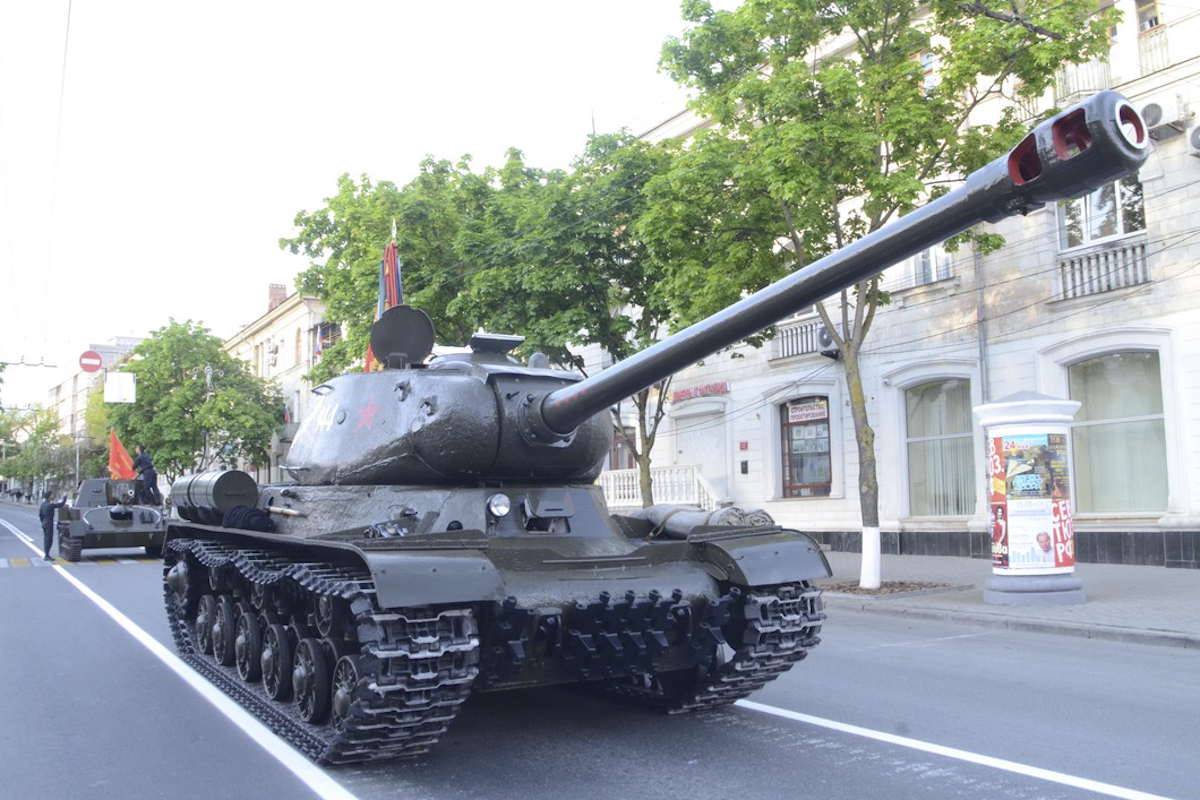
Советский тяжёлый танк ИС-2

Для повышения боеспособности танковых войск, лучшего их боевого использования во взаимодействии с другими родами войск назначать:

1. На должности командиров средних танков — младших лейтенантов и лейтенантов.

2. На должности командиров взводов средних танков — старших лейтенантов.

3. На должности командиров рот танков КВ — капитанов — майоров.

4. На должности командиров рот средних танков — капитанов.

5. На должности командиров батальонов тяжёлых и средних танков — майоров, подполковников.

Начальнику Финансового управления Красной Армии внести соответствующие изменения в оклады содержания.

Народный комиссар обороны И. Сталин— ф. 4, оп. 11, д. 66, л. 167. Подлинник.
Тяжёлый танк в бронетанковых и механизированных войсках РККА в 1944 году имел вес свыше 40 тонн. У него на вооружении состояли одна пушка и три–четыре пулемёта. Обладал средней скоростью движения 8–15 километров в час. Имел запас хода 150–250 километров. Использовался, как правило, при наступлении на сильно укрепившегося противника и предназначался для уничтожения его живой силы и огневых средств, а также для борьбы с его танками и артиллерией.
По принятой в СССР классификации тяжёлым в послевоенный период считался танк массой более 40 тонн.
К 1960-м годам разработка и производство новых тяжёлых танков были прекращены, и до 2015 года основные их преимущества были воплощены в основных танках. Член экспертного совета Коллегии Военно-промышленной комиссии Российской Федерации В. И. Мураховский считает, что новый танк на тяжёлой гусеничной платформе «Армата», Т-14 со 152 мм орудием может относиться к «тяжёлым танкам прорыва», аналогично тяжёлым танкам прошлого, так как Т-14 по защищенности и вооружению будет обладать подавляющим преимуществом перед традиционными танками[значимость факта?].

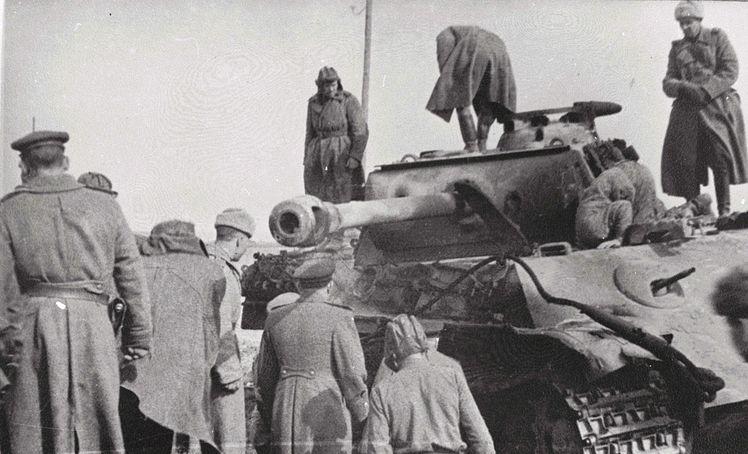
Подбитый танк «Пантера»

## Германия
В начале развития танкостроения в Германии были созданы машины Колосаль, A7V.
С середины 1930-х годов Германия основной упор делала не на огневую мощь и хорошую броню танка, а на его манёвренность с целью обеспечения глубоких прорывов и уничтожения противника. Средние и легкие танки Pz.Kpfw.II и Pz.Kpfw.IV вполне устраивали немецких военных. Так, в немецкой армии на первом этапе Второй мировой Войны не было места тяжелым танкам.

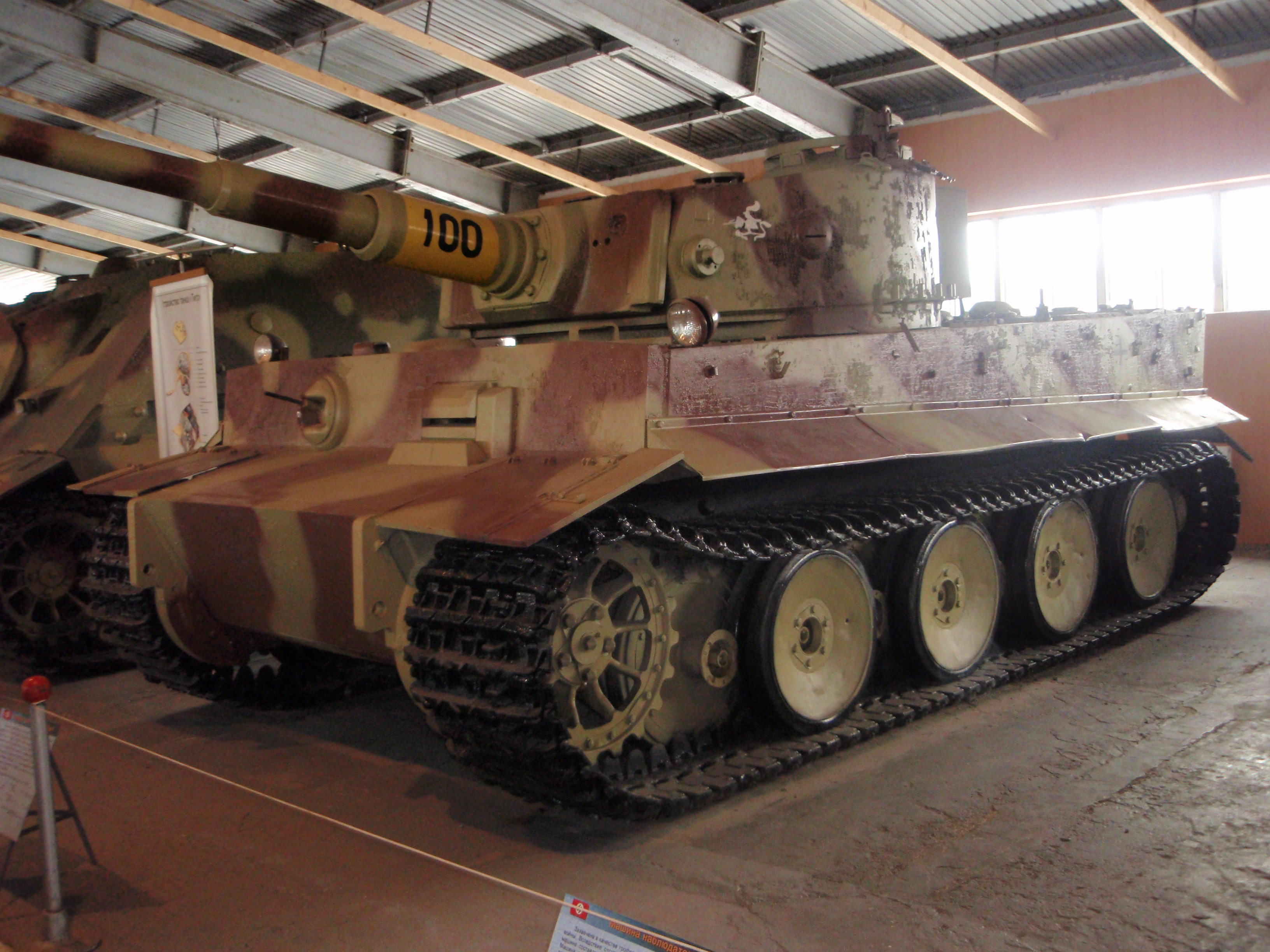
Pz.VI (Tiger I)

Однако с нападением на СССР и столкновением с советскими Т-34 и КВ-1 стало понятно, что Pz.Kpfw.III и Pz.Kpfw.IV сильно проигрывают им в борьбе, и встала необходимость создания более совершенного танка. Работы в данном направлении были начаты, и в 1941 году был разработан танк Pz.Kpfw.VI (Тигр), основным назначением которого являлась борьба с танками противника. В 1942 году он начал поступать в войска, за 1942—1944 годы было выпущено 1357 танков Pz.Kpfw.VI Tiger. Примерно одновременно с этим танком стал поступать другой немецкий танк – Pz.Kpfw.V «Panther» (танк считается средним только по немецкой классификации). Ещё позже, в 1944 году, на вооружение Германии поступил танк Pz.Kpfw.VI Tiger II «Королевский тигр». Немецкие тяжёлые танки обладали низкой манёвренностью, но, как правило, орудия танков имели более хорошие или одинаковые показатели бронепробития и урона по сравнению с танками других стран того времени. Во Вторую мировую войну тяжелые танки Германии, в отличие от её главного конкурента — Советского Союза, были созданы для истребления себе подобных, а Советские — для прорыва обороны противника.

## Великобритания
Великобритания известна самым первым танком в мире Mk 1. Во время Первой мировой войны, и некоторое межвоенное время, Великобритания продолжала разрабатывать более совершенные ромбовидные танки, такие как Mk 2, Mk 3, Mk 4 и другие. В межвоенный период Великобритания также разработала сверхтяжёлые танки TOG-2 и серию сверхтяжёлых танков A39 Tortoise (хотя данные танки скорее можно отнести к САУ).
Во Вторую мировую на вооружении Великобритании состоял танк «Черчилль» в его многочисленных модификациях. В послевоенное время Великобритания разработала танк «Чифтен», являющийся основным боевым танком, однако его вес был как у тяжёлого танка. Помимо этого, Великобритания разработала танк «Лев Ирана» (см. раздел ниже).
Тяжёлый танк Великобритании FV4030/2 (Shir-1) разработан на базе танка «Chieftain» для поставки на экспорт в Иран. Работы по проекту танка «Шир Иран» («Лев Ирана») начались в 1974 г., спустя три года после подписания контракта. За основу был взят танк Chieftain Mk.5, на который предполагалось установить новый дизельный двигатель «Кондор» CV-12TCA мощностью 1200 л.с., гидромеханическую трансмиссию «Дэвид Браун» TN-37 и гидрообъемный механизм поворота. Затянувшаяся доводка дизеля и трансмиссии привела к принятию решения о поэтапном совершенствовании конструкции Chieftain Mk.5. Первыми поставленными Ирану стали танки модели Мк.3/3Р, практически аналогичные британскому варианту Мк.3/3. За ними последовали 187 машин модификации Мк.5Р (FV4030/1). Они имели усиленную противоминную защиту, новую систему управления трансмиссией TN-12, дополнительные амортизаторы на задних узлах подвески, увеличенную ёмкость топливных баков и ряд других усовершенствований.
Танки второй партии (125 машин), получившие обозначение FV4030/2 Shir-1, намечалось оснащать новой двигательной установкой и улучшенной подвеской, но дизель «Кондор» всё ещё не был готов. Великобритания предложила поставлять Ирану в более поздние сроки более совершенные танки «Shir-2». По проекту FV4030/3 разработали новую сварную башню с комбинированным многослойным бронированием (броня типа «Чобэм») и полностью переделали сварной корпус. На этой машине устанавливались усовершенствованная система управления огнем, включающая новый дневной/ночной перископический прицел «Рэнк Паллин» № 84 «Кондор», и гидропневматическая подвеска, разработанная фирмой «Данлоп» в рамках программы создания перспективного танка. Было изготовлено семь опытных танков «Shir-2». После победы антишахской революции новое правительство Ирана расторгло в 1979 г. контракт на поставку танков «Шир Иран».
Корпус танка FV4030/2 Shir-1 выполнен из многослойной и разнесённой брони типа «Чобэм» из расчета обеспечения защиты от современных кумулятивных и бронебойных снарядов танковых пушек. Лобовые листы корпуса и башни имеют наклон около 60°. Башня литая обтекаемой формы с вращающейся командирской башенкой, кинематически связанной для сохранения положения с основной башней.
Вооружение танка — 120-мм нарезная стабилизированная в двух плоскостях пушка с упругими опорами цапф для предотвращения разрушения опор при динамических ударах. С пушкой спарен пулемёт калибра 7,62 мм. Имеется пристрелочный пулемёт калибра 12,7 мм, который планируется заменить дальномером. Третий пулемёт калибра 7,62 мм установлен на вращающейся командирской башенке и может быть использован для стрельбы по зенитным и наземным целям. В боекомплект танка входят: оперенный подкалиберный снаряд с отделяющимся поддоном, усовершенствованный, стабилизируемый вращением бронебойно-подкалиберный снаряд, кумулятивный снаряд, усовершенствованный бронебойно-фугасный снаряд с пластическим ВВ, осветительный, картечный и усовершенствованный дымовой снаряды.